# Ján Oružinský
Ján Oružinský (ur. 13 lutego 1895, zm. 28 września 1961) – słowacki taternik i alpinista.
Ján Oružinský był najbardziej aktywny jako taternik w latach 30. XX wieku, należał wówczas do czołówki słowackich taterników. W latach 1929–1933 był sekretarzem Słowackiego Towarzystwa Wspinaczkowego JAMES. Oružinský był także instruktorem przewodnickim i wspinaczkowym – w Tatrach Słowackich prowadził szkolenia z zakresu przewodnictwa, w skałkach Słowacji i Czech prowadził kursy wspinaczkowe. Jego działalność wspinaczkowa nie ograniczała się jedynie do Tatr – w 1933 roku zdobył wierzchołek Matterhornu w Alpach.